# Duel de belles
 (novembre 2020).
- Si vous ne connaissez pas le sujet, laissez ce bandeau (vous pouvez alors contacter les auteurs).
- Si vous supprimez le contenu mis en cause (vous pouvez préalablement contacter les auteurs),

argumentez précisément cette suppression dans la page de discussion
(un manque de référence n'est pas un argument ; une recherche réelle de référence doit avoir été effectuée, être formellement documentée).
 (novembre 2020).
Si vous disposez d'ouvrages ou d'articles de référence ou si vous connaissez des sites web de qualité traitant du thème abordé ici, merci de compléter l'article en donnant les références utiles à sa vérifiabilité et en les liant à la section « Notes et références ».
Duel de belles est le quatrième tome de la série de bande dessinée Les Nombrils écrite par Dubuc et Delaf.

## Synopsis
Ce quatrième tome se centre sur la tristesse de Karine et son envie de se venger de Mélanie.
Karine est abattue après que Dan l'ait laissée tomber pour Mélanie. Vicky et Jenny sont loin de la réconforter. En revanche, elle voit Dan partout pendant que ses amies ne pensent qu'à John John.
Dan et Mélanie sont partis en Afrique, cette dernière envoie une statuette africaine à Karine qui pense que Dan la lui a envoyé. Mais au fond, c'est juste pour se moquer d'elle. Vicky et Jenny essaient alors de réconforter Karine… sans succès.
De son côté, Vicky apprend de nouvelles choses sur ses parents. Mais nous découvrons que son père a une liaison avec sa secrétaire.
Vicky rencontre enfin Fred, le petit ami de Jenny et le président du conseil des étudiants, et Hugo, le vice-président, qui tombe amoureux d'elle. Seulement, Vicky préfère Fred et essaie par tous les moyens de le séparer de Jenny.
Karine essaie de dire ce qu'elle pense à Mélanie mais elle n'y parvient pas et Mélanie lui prend l'Ipod de son frère qu'elle pense être un cadeau pour son anniversaire. Finalement, elle essaie de s'expliquer avec Dan mais celui-ci ne la croit pas. Elle tente de la convaincre qu'elle est amoureuse de quelqu'un d'autre mais ne trouve que Murphy pour donner corps à son histoire. Malheureusement, Dan n'y croit toujours pas.
Vicky use d'un nouveau stratagème pour séparer Jenny et Fred, ce qui entrainera leur rupture. Karine essaie alors de récupérer son Ipod et y parvient. En faisant un geste trop brusque, elle frappe Dan au visage et lui casse le nez.
Plus tard, elle rencontre Albin, un chanteur albinos appartenant au groupe Albin et les albinos, il joue de la guitare dans la rue et compose des chansons personnalisées pour les passants. Il en compose une pour Karine puis une autre pour Jenny et Vicky. La chanson se révèle très peu flatteuse.
Peu après, elles cassent la statuette que Karine avait l'intention de rendre à Mélanie et la recolle de façon qu'elle forme un doigt et un bras d'honneur. Karine tente encore de s'expliquer avec Dan, il commence à paraître compréhensif mais visiblement ne la croit pas complètement. Jenny et Vicky achètent une boîte de chocolats aux arachides auxquelles Mélanie est allergique. Elle lui offre mais Jenny révèle malencontreusement à Mélanie la contenance des chocolats. Dan entre et alors elle colle l'étiquette de la statuette (qui dit « Pour Mélanie de Karine ») sur la boîte de chocolat et dit que Karine a assuré qu'ils ne contenaient aucune arachide. Elle en mange un et est conduite à l'hôpital. Karine est interrogée par les policiers sous les regards de Dan et de la directrice. Elle est contrainte de ne plus s'approcher de Mélanie à moins de 200 mètres et elle jure de passer devant un tribunal.
En apprenant la rupture de Jenny et Fred, Vicky se jette dans ses bras et lui propose de sortir avec elle (ce qu’il accepte avec une grande joie). En voulant l'amener à l'université en face pour le présenter à sa sœur, elle le fait passer sous un bus. Jenny est ravie et pense qu'elle l'a vengé. Karine retrouve Albin qui lui chante à nouveau sa chanson.
On découvre un peu comment Mélanie est tombée amoureuse de Dan, comment elle l'a piqué à Karine et comment elle l'a laissé tomber pour Fred.
Vicky, Jenny et Karine échafaudent un plan pour se venger de Mélanie. Karine l'oblige à appeler le commissaire mais Mélanie dit au commissaire qu'elle la menace de la frapper.
Karine supplie Mélanie pour qu'elle rappelle le commissaire sans succès. Pour finir, Mélanie, Vicky, Jenny et Karine entrent dans la salle de l'expo de Mélanie où Dan vient dire ce qu'il pense à Karine qui tente de lui ouvrir les yeux. Les parents de Karine viennent la chercher mais avant qu'ils ne puissent repartir avec leur fille, les policiers arrivent. Ils arrêtent Karine mais n'ont pas le temps de l'emmener que Jenny et Vicky déclenchent la bande sonore de Mélanie en train de dire ce qu'elle a dit à Karine quelques minutes plus tôt, Karine l'avait enregistrée avec son portable.
Mélanie est arrêtée et Dan essaie de s'excuser auprès de Karine, mais il comprend qu'il est trop tard et qu'elle ne l'aimera plus. Plus tard elle fait croire à Vicky et Jenny qu'elle va revoir Dan, mais elle leur fait comprendre qu'elle ne les laissera plus jamais décider à sa place. Puis elle les laisse, Fred et Hugo essaie de séduire à nouveau Jenny et Vicky. On découvre que Fred n'aime Jenny que pour son apparence et sa poitrine. Mais lorsqu'Hugo dit qu'il va rencontrer Chris Daryl, les deux amies se battent pour lui.
Karine elle a changé de look, elle s'est teint les cheveux en noir, s'habille tout en noir et porte du noir à lèvres. Finalement, elle retrouve Albin (qui est la personne avec qui elle va vraiment passer la soirée) et lui demande ce qu'il pense de son nouveau look. Il lui dit qu'il adore (lui qui est habillé tout en blanc).
À la fin, ils s'embrassent devant un restaurant.

## Couverture
La couverture représente les jambes de Mélanie écartées d'un air provocateur, on voit en deuxième plan, entre les jambes de Mélanie, Jenny, Karine et Vicky armées d'un fer à friser, de la statuette africaine et d'un sèche-cheveux. Et en troisième plan un coucher de soleil, des maisons. La couverture est orange et le titre est écrit en vert. Dans la quatrième de couverture, on voit Mélanie attirant tous les regards, avec une auréole et à côté Jenny, Vicky et Karine, furax, les unes derrière les autres, on voit d'abord Karine avec une statuette africaine, puis avec un fer à friser aux mains de Jenny et Vicky avec son sèche cheveux.
En dessous il y a écrit : « la vie est cruelle. Et puis après ? ».